# باول روبنسون (لاعب كريكت)
باول روبنسون (بالإنجليزية: Paul Robinson)‏ (16 يوليو 1956 - 6 أغسطس 2013) هو لاعب كريكت جنوب أفريقي.